# فصلی از زندگی بزرگان
فصلی از زندگی بزرگان (انگلیسی: A Season of Giants) یک تله‌فیلم زندگی‌نامه‌ای درام آمریکایی-ایتالیایی است که در سال ۱۹۹۰ منتشر شد. این فیلم تلویزیونی دربارهٔ وقایع زندگی میکل‌آنژ در دوران جوانی، گرایش او به هنر، دوستی‌اش با لئوناردو داوینچی و رافائل و نقشش در مسائل مذهبی سیاسی آن دوران است.

## بازیگران
- مارک فرانکل در نقش میکل‌آنژ
- جان گلاور در نقش لئوناردو داوینچی
- اف. موری آبراهام در نقش ژولیوس دوم
- اورنلا موتی در نقش اونوریا
- ایان هولم در نقش لورنتسو د مدیچی
- استیون برکوف در نقش جیرولامو ساونارولا
- آندرئا پرودان در نقش رافائل
- جاناتان هاید در نقش سولدرینی
- ریکی توناتسی در نقش نیکولو ماکیاولی
- جان استاینر
- جولیان هالووی
- آلساندرو گاسمان
- رف ولونه
- پیر پائولو کاپونی
- آنا کاناکیس
- دانیلا پوجی
- ورنن دابچف
- جان هلم
- ماتیا اسبراجا
- مارنه مایتلند
- ونانتینو ونانتینی
- فرانچسکا دالویا
- بنیتو استفانلی
- جوزپه چدرنا
- انریکو لو ورسو
- تونی ووگل
- ماسیمو سارکیه‌لی